# Les Chants du pays de ma mère
Pour plus de détails, voir Fiche technique et Distribution.
Les Chants du pays de ma mère (گم‌گشتگی در عراق,  Gomgashtei dar Aragh) est un film iranien kurde réalisé par Bahman Ghobadi, sorti en 2002. Il fait partie de la sélection Un certain regard au Festival de Cannes 2002.

## Synopsis
Mirza essaye de retrouver Hanareh.

## Fiche technique
- Titre original : گم‌گشتگی در عراق,  Gomgashtei dar Aragh
- Titre français : Les Chants du pays de ma mère
- Réalisation et scénario : Bahman Ghobadi
- Pays d'origine : Iran
- Format : Couleurs - 35 mm - Stéréo
- Genre : drame
- Durée : 108 minutes
- Date de sortie : 2002

## Distribution
- Shahab Ebrahimi : Mirza
- Faegh Mohamadi : Barat
- Allah-Morad Rashtian : Audeh
- Rojan Hosseini : Rojan
- Saeed Mohammadi : le professeur
- Iran Ghobadi : Hanareh